# Grand lac aux Outardes
Grand lac aux Outardes är en sjö i Kanada.   Den ligger i regionen Saguenay–Lac-Saint-Jean och provinsen Québec, i den östra delen av landet, 500 km nordost om huvudstaden Ottawa. Grand lac aux Outardes ligger 334 meter över havet. Arean är 1,2 kvadratkilometer. Den sträcker sig 1,6 kilometer i nord-sydlig riktning, och 2,5 kilometer i öst-västlig riktning.
I omgivningarna runt Grand lac aux Outardes växer i huvudsak blandskog. Trakten runt Grand lac aux Outardes är nära nog obefolkad, med mindre än två invånare per kvadratkilometer.